# Xai-Xai

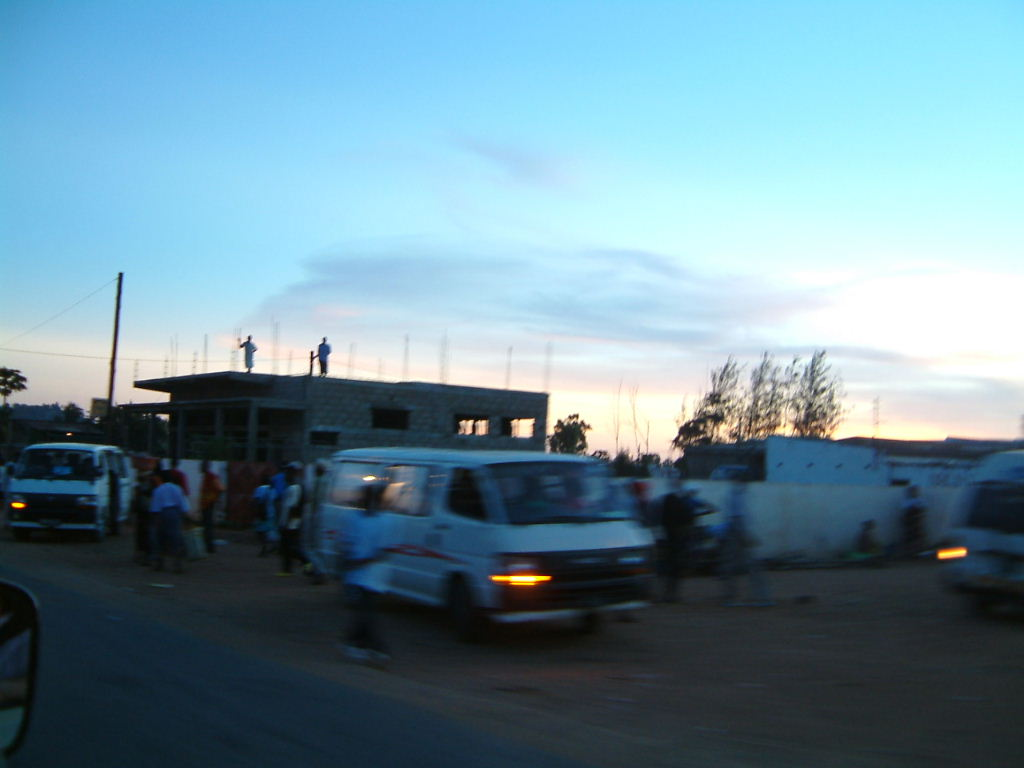
escena de Xai-Xai al capvespre

Xai-Xai (pronunciat xi-xi) (fins 1975 Vila de João Belo) és una ciutat del sud de Moçambic, capital de la província de Gaza. La seva població el 2007 era de 116.343 habitants. Està situada prop de la costa de l'oceà Índic, a la vora del riu Limpopo, en una zona plana i molt adequada pel cultiu de l'arròs i a 224 kilòmetres de Maputo. La seva platja mesura uns 12 km (Praia de Xai-Xai) i té un escull coral·lí al seu front que protegeix la platja de les onades i permet l'snorkel. L'estany Wenela Tidal, 2 km al su de la ciutat, inclou un túnel natural que uneix l'estany amb l'oceà. L'edifici principal és la seu del govern provincial, del període colonial.

## Demografia
| Any  | Població |
| ---- | -------- |
| 1970 | 63,949   |
| 1997 | 103,251  |
| 2007 | 116,343  |

## Història
La població fou fundada en 1897 amb el nom de Chai-Chai com a annex del port de Lourenço Marques (que estava situat a uns 200 km al sud) i fou elevada a vila en 1911. Va fer part del districte d'Inhambane, però des de 1895 estava inclòs en el territori militar especial de Gaza, que el 1918 fou erigit en districte separat. En 1922 passà a denominar-se com a Vila Nova de Gaza i en 1928 canvià el nom pel de Vila de João Belo, en homenatge a un antic administrador. La vila fou elevada a ciutat en 1961, i després de la independència nacional el 3 de febrer de 1976 recuperà el nom original, aquest cop amb la grafia Xai-Xai.
Va quedar greument afectada per les inundacions del Limpopo del 2000, quan alguns dels seus edificis van quedar colgats fins a 3 metres sota l'aigua. No obstant va aconseguir recuperar-se en poc temps.

## Presidents del consell municipal
| Anyo d' elecció | President de Consell Municipal | Partit  |
| --------------- | ------------------------------ | ------- |
| 1998            | Faquir Bay Nalagi              | Frelimo |
| 2003            | Isidro A. Assane               | Frelimo |
| 2008            | Rita Muianga                   | Frelimo |
| 2013            | Ernesto Daniel Chambisse       | Frelimo |

## Agermanaments
- Cascais